# Romániai magyar filozófiai irodalom
A filozófiai irodalom – indulását és kibontakozását a romániai magyar szellemi életben nagymértékben befolyásolta az a tény, hogy a filozófiát művelő intézményi keretek felső fokon a második világháború végéig terjedő időszakban szinte kizárólag az egyes felekezetek teológiai fakultásain léteztek.

## A két világháború között
A filozófiai irodalom Erdélyben kezdetben jórészt vallásfilozófiai, teológiai jellegű volt. Az írásbeli formát öltött hazai magyar nyelvű filozófián belül viszont a két világháború között sok árnyalat, számos álláspont jelentkezett. Megtaláljuk a nyíltan antikommunista nézetektől kezdve a bigott vallásosság hirdetésén vagy az "istenkeresés"-en, a keleti vallásokkal való kacérkodáson át egészen a társadalmi determináltság hangsúlyozásáig (ilyen Ligeti Sándor főleg Spencertől ihletődő elmélete) a legkülönbözőbb forrásokból merítő polgári nézeteket, amelyekkel nemcsak a marxista baloldal állt szembe, hanem sok vonatkozásban az osztálytartalmában ugyan szintén polgári, de minden idealizmus ellenére becsülendően útkereső, esetenként a demokratikus, népi-plebejus magatartásig eljutó bölcselkedés is. Ez a sokirányú tájékozódás azonban ritkán eredményezett magvas filozófiai tanulmányokat, inkább csak a válságba jutott liberális, felvilágosult polgárság értékkeresésének, az értelmiség tapogatózásainak jele volt.
A magyar polgári filozófia hagyományai közül különösen a fichteánus Böhm Károly (1846-1911) kolozsvári egyetemi tanár tanítása élt tovább, s a Böhm-tanítvány Málnási Bartók György érdeklődése Immanuel Kant iránt az 1920-as években az EME keretében is hangot kapott.
A társadalmi gyökereiben polgári polgári filozófia egyik kiemelkedő hazai képviselője Tavaszy Sándor református teológiai tanár volt, aki a német filozófiából ihletődve főleg vallásfilozófiát művelt, fogékony volt az etika iránt, s az egyetemes filozófiai gondolkodás nagyjainak hatása alatt állt. Az 1930-as évek kezdetén támadta a marxista filozófia egyes tételeit (A szociális és gazdasági törekvések theológiai-ethikai megítélése, Kolozsvár, 1931), ugyanakkor az egzisztencializmus első hazai terjesztői közé tartozott (A lét és valóság, Kolozsvár, 1933; Az egzisztencializmus filozófiájának alapproblémái, Kolozsvár, 1933), a szélsőjobb előretörésekor, a második világháború küszöbén eljutott a fajelmélet evangéliumi alapról való elítéléséhez (Az ethika mai kérdései, Kolozsvár, 1939).
Varga Béla, a későbbi unitárius püspök, aki még az első világháború előtt Böhm Károly és Málnási Bartók György értékelméletének jegyeit magán viselő axiológiai, logikai munkákat közölt, számos filozófiai tanulmányt jelentetett meg (Gondolatok a neveléstan értékelméleti megalapozásához, Szeged 1922; A mai közszellem pszichológiája, Kolozsvár, 1928; Az individualitás kérdése, ETF 46. Kolozsvár, 1932). Elméleti eszmefuttatásai kapcsolódtak a kor valóságához, munkáiból kicsengett az is, hogy a romániai magyarságnak – az individuumok kollektivitásának – a nagyobb egységbe, a romániai állam- és jogrendbe szervesen beépülve kollektív individuumként kell léteznie, s ennek az individualitásnak a közszellemben kell megnyilvánulnia. A filozófia egyetemes kérdéseit időtállóan taglalta. Ő eddig az egyetlen olyan két világháború közti hazai magyar bölcselő, akinek munkáiból válogatás jelent meg a II. világháború után (Varga Béla: Bölcseleti írások. Téka 1979).
A katolikus szárny főleg Aquinói Szent Tamás eszméinek újjáélesztésén munkálkodott, így neotomista hangvételű írásai jelentek meg Hirschler Józsefnek; ennek a vonalnak azonban nem voltak nagyságrendben Tavaszyhoz vagy Vargához mérhető filozófus egyéniségei.
A két világháború közötti romániai magyar filozófiai gondolkodásban a Varga- vagy Tavaszy-féle szakbölcseleti értekezések inkább kivételszámba mentek, bölcseleti mag rendszerint a nem kizárólagosan filozófiai arcélű közleményekben, esszékben, a nemzetiségi közösség társadalmi, etikai, szellemi valóságát érintő sorsproblémák tárgyalásakor jelentkezett. Ez a jelenség egyebek között a kisebbségi szellemi élet és intézményiség szükségképpen kevésbé tagolt jellegéből eredt. Jól igazolja mindezt az, hogy Makkai Sándor könyvei (Magyar fa sorsa, Kolozsvár, 1927; Magunk revíziója, Kolozsvár, 1931), valamint a körülöttük kibontakozott eszmei összecsapások bölcseleti mondanivalóval is telítődtek: Ady Endre sorslátásának értékelésekor a társadalmi meghatározottságot különbözőképpen megközelítő filozófiai eszmék ütköztek össze.
Az 1920-as és 1930-as évek polgári-kispolgári filozófiai irodalma – bár szorosan kapcsolódott a nemzetiségi sorskérdésekhez – tematikájában, témakezelésében közel állt nemcsak a korabeli magyarországi, hanem az akkori román filozófiához is. A párhuzamosságon túl nemegyszer még az egymásra hatást is ki lehet mutatni. Így a társadalombölcseleti alapzatra épülő Dimitrie Gusti-féle szociológiai iskola erőteljes befolyást gyakorolt a romániai magyar faluszociológiára, mindenekelőtt a Szabó Dezső-féle romantikus parasztszemléletet befogadó Erdélyi Fiatalok munkásságára, de a monografikus vizsgálódással összevágó törekvések jelentkeztek a Gusti-hatást asszimiláló magyarországi faluláttatásban is.
Az egykorú filozófiai irodalomban a legkülönbözőbb eszmei ihletést fedezhetjük fel. Wilhelm Dilthey, Bergson, Herbert Spencer, Kierkegaard hatása ugyanúgy kimutatható benne, mint a pozitivizmusnak, a szociáldarwinizmusnak, a társadalmi organicizmusnak a jelenléte. A hatások gyakran eklektikusan keveredtek. Nem hiányzott a specifikum hangsúlyozásának – a transzilvanizmusnak – filozófiai alátámasztása sem. A számos eszmei hatás nem termelt ki áramlatokat, követőket vagy iskolákat, irányzatról csak a Korunk marxista hangvételével kapcsolatban szólhatunk. A polgári-kispolgári filozófiában azonban a baloldal megtalálta azokat a gondolkodókat, akiket szellemi útitársnak tekintett, sőt a demokratizmus, a nemzetiség védelmének és társadalmi fejlesztésének, a román-magyar testvériségnek az eszméje, a szélsőjobb- és háborúellenesség szövetségesévé is tehette őket. Említésre méltó e tekintetben Mikó Imrének ugyancsak nem a filozófiai szaktanulmányok közé tartozó munkája (Az erdélyi falu és a nemzetiségi kérdés. Kolozsvár, 1932), amely – a szerző filozófiai műveltsége folytán – a tárgyát bölcseletileg is megvilágítja.
A Korunk (1926-40) folyóirat szinte egyedüli lehetőséget nyújtott arra, hogy elmélyültebb filozófiai értekezések formájában ismerjék meg az olvasók a marxi-lenini bölcseletet. Számos bölcseleti telítettségű írás jelent meg a lapban, sok olyan, amely a maga idejében a maximumot jelentette. A Korunk filozófiai tematikája sokrétű volt, a szó szűk értelmében vett bölcseleti kérdésektől a filozófiával csak érintkező, távolabbi területekig terjedt. A főbb témakörök a következők voltak:
1. A marxista filozófia elméleti problémái. Ide sorolhatjuk Mód Aladár lételméleti értekezéseit, Jeszenszky Eriknek (Molnár Erik) a determinizmus kategóriáival – a szükségszerűséggel és véletlennel –, valamint az ellentétekkel foglalkozó írásait, Lukács György esztétikai, irodalomelméleti írásait.
2. A szaktudományok filozófiai vonatkozásai. Ilyen természetű József Attilának és Totis Bélának a természettudomány és a marxizmus viszonyára vonatkozó értekezése, Carl Nilesnek a darwinizmus világnézeti vetületével, Szerb Györgynek (György Mátyás) általában a fizikával, de különösképpen az einsteini relativitáselmélettel, Elekes Miklósnak Ivan Petrovics Pavlov reflexelméletével foglalkozó cikke, Neufeld Bélának és Kahána Ernőnek a freudizmusról, adlerizmusról szóló írása.
3. A filozófia történetét és egyes bölcselőket értékelő írások, beleértve a hazai filozófiai-szociológiai gondolkodás elemzését. Ide tartoznak Gaál Gábornak Spinozáról írt, majd a szovjet filozófiát tárgyaló közleményei, Csehi Gyulának Dobrogeanu-Ghereával foglalkozó írásai, Györkös Ferenc, Komlós Aladár és Sándor Pál Spengler-elemzései, Márk Viktor Hégellel foglalkozó cikke, Peéry Rezsőnek a marxizmus keletkezéstörténetét fejtegető írása, valamint a prágai nemzetközi filozófuskongresszust értékelő írások F. J. Jaroslav (Fedor János) és Turnowsky Sándor tollából.
4. Egyes társadalmi jelenségek, problémák filozófiai vizsgálata. Ilyenek Gáll Ernőnek a szélsőjobboldali ideológiát és a háború előkészítését leleplező cikkei, Bányai Lászlónak a Duna-medencei antifasiszta összefogást elméletileg alátámasztó írásai.
5. Filozófiai-szociológiai írások, mint Neufeld Béla cikkei a neurózis, a lelki élet szociológiai megközelítéséről, Doktor Sándornak az orvostudomány szociológiai vonatkozásait jellemző, valamint Bányai Imrének a Gusti-féle monografikus iskolát felmérő tanulmánya, a Rădulescu-Motru nevével jegyzett romanizmus értékelése, Kovács Katona Jenő értekezése az erdélyi falukutatásról.
6. Művészetfilozófiai és esztétikai munkák. Ezek között központi helyet foglaltak el Gaál Gábornak és Csehi Gyulának az egyes irodalmi jelenségekkel kapcsolatos elemzései, Lukács Györgynek a művészi alkotás módszereiről, Petőfi, Ady költészetéről írt tanulmányai. Ide sorolhatjuk Miron R. Paraschivescu írását az egykorú román művészeti és irodalmi életről, Kovács Károly (Fedor János) elemzését a materialista esztétikai törekvésekről és Forbáth Imre fejtegetéseit a tudomány és művészet viszonyáról.

## A II. világháború után
A második világháború után a Kommunisták Romániai Pártja (KRP) kolozsvári propagandaosztályának kiadásában jelentek meg az első marxi-engelsi szövegek, köztük olyanok is, amelyekben filozófiai mondanivaló van. Így 1945-ben kiadták Karl Marx és Friedrich Engels 1942-ben oroszul megjelent és kommentált A reakciós poroszságról c. szövegválogatását magyar fordításban. A Jordáky Lajos szerkesztésében megindult Marx–Engels Könyvtár ugyancsak közölt filozofikus tartalmú szövegeket, így 1945-ben Engels A szocializmus fejlődése az utópiától a tudományig c. művét. A marxista bölcseleti irodalomnak a második világháborút követő első kiadványai közé sorolhatjuk a Bolyai Tudományegyetem Társadalomtudományi Intézetének Jordáky Lajos szerkesztésében megjelent füzeteit is (Társadalomtudomány és politika. Kolozsvár, 1946; Társadalomtudomány. Kolozsvár, 1946; Társadalomtudományi kérdések. Kézirat gyanánt, Kolozsvár, 1947).
Döntő fordulatot hozott, hogy a Bolyai Tudományegyetemen kedvező keret létesült. Kőnyomatos egyetemi jegyzet formájában kiadták Gaál Gábor egyetemi kollégiumainak anyagát (Marxizmus, A bölcselettörténet rövid vázlata, Bevezetés a társadalomtudományba, Bevezetés a filozófiába, A marxizmus története, A fiatal Marx, A társadalom). Később az egyetem dialektikus materializmus tanszékének gondozásában megjelent a Filozófiai tanulmányok (1957) c. kötet, amely a marxista filozófia és a szaktudományok általános elméleti kérdéseit, valamint társadalomtudományi, filozófiatörténeti problémákat elemző munkákat tartalmazott. A Studia Universitatis Babeș-Bolyai, az 1959-ben egyesült két kolozsvári egyetem szakosított folyóirata számos filozófiai tanulmányt közölt magyar nyelven is.
A kibontakozó filozófiai irodalomban fontos szerepet töltött be a hazai bölcselet múltjának felmérése és az értékek gyümölcsöztetése. Szöveggyűjtemények jelentek meg a XVIII. és XIX. századbeli erdélyi magyar bölcselők írásaiból: Mentovich Ferenc (1952), Kiss Mihály (1953), Parádi Kálmán (1954) írásaiból Hajós József, Sámi László szabadelvű politika-történeti írásaiból (1955) Hajós és Darabán József, Lechner Károly élet- és lélektani munkáiból (1956) Balázs Sándor és Spielmann József válogatásában és bevezető tanulmányával jelent meg egy-egy kötet. Ebbe a kérdéskörbe vág Gáll Ernő könyve is (A romániai polgári szociológia, 1958). Az egyetemes filozófiatörténet klasszikus alkotásait magyar fordításban adta ki az Állami Tudományos Könyvkiadó és a Tankönyvkiadó (Hérakleitosz. Bodor András és Szabó György fordításában, 1950; Epikurosz, Titus Lucretius Carus. Bodor András, Szabó György és Kiss Géza fordításában, 1950; Morus Tamás, Francis Bacon, Thomas Hobbes, John Locke. Bodor András fordításában, 1952; Baruch Spinoza. Kiss Géza fordítása, 1953; Titus Lucretius Carus: A dolgok természetéről. Kiss Géza bevezetésével és fordításában, 1957).
Az 1957-ben újraindult Korunk tág lehetőséget nyújtott a hazai magyar filozófia írásbeli gazdagítására. A folyóirat témaköre széles sugarú: a párt politikájának, a szocialista építésnek, a nemzetközi életnek elméleti vonatkozásai, a dialektikus és történelmi materializmus általános elvi kérdései, a társadalomtudományok elméleti oldalai, a nemzetiségi lét és a román-magyar együttélés bölcseleti megvilágítása, az ember problematikája, a szociológia, etika, művészetfilozófia, a múlt eszméinek értékelése egyaránt helyet kapott a lap hasábjain. Számos román szerző filozófiai tanulmányát közli magyarul. A Korunk bölcseleti cikkírói között megtaláljuk Angi István, Aradi József, Balázs Sándor, Bálintfi Ottó, Bretter György, Csehi Gyula, Egyed Péter, Fábián Ernő, Gáll Ernő, Gáll János, Hajós József, Kallós Miklós, Molnár Gusztáv, Nagy György, Rácz Győző, Roth Endre, Szegő Katalin, Sztranyiczki Gábor, Tamás Gáspár Miklós, Tóth Imre, Tóth Sándor nevét. Filozófiai hangvételű cikkeket közölt A Hét, az Igaz Szó és az Utunk is; ez utóbbi lapban jelent meg Aniszi Kálmán beszélgetése 12 romániai magyar filozófussal (kötetben: A filozófia műhelyében, 1979).
Az elvont, a tértől és időtől elszakított és megmerevített filozófiai tételek dogmatikus ismételgetésének bírálatával együtt határozott törekvésként jelentkezett a filozófia problematikájának hajlékony vizsgálata. A dokumentálódás lehetőségeinek kiszélesedése tágabb körű kitekintést biztosított a nemzetközi filozófiai irodalomba, bár ugyanakkor magában rejti az egyes filozófiai nézetek nem eléggé kritikus kezelésének a veszélyét. A marxista szövegeket mereven magyarázó dogmatizmussal szemben kibontakozott a bölcselet kérdéseinek önálló, egyéni elemzése, ami – az egyes filozófiai kategóriák, elvek egyénieskedő értelmezése, a tartalmatlan spekulációk útvesztői ellenére – konkrét, pozitív eredményekhez vezetett.
Az 1960-as évek végén és az 1970-es években a romániai magyar filozófiai irodalom lendületes fejlődésnek indult. Benkő Samu Bolyai-monográfiája (Bolyai János vallomásai, 1968), művelődéstörténeti dolgozatai (Sorsformáló értelem, 1971; A helyzettudat változásai, 1977), Hajós József értékes munkája (Köteles Sámuel, 1969), Tóth Imre tanulmányai és román nyelven megjelent könyve ("Ahile". Paradoxele eleate în fenomenologia spiritului, 1969), Kallós Miklós (A politika-tudomány, 1975) és Roth Endre (A sokdimenziós ember, 1975; A kreatív ember, 1978) munkái, valamint közösen írt etikai-axiológiai értekezésük (Axiologia és etika, 1970) és a történelmi materializmus alapproblémáit tárgyaló könyvük (A társadalmi rendszer, 1978), Bretter György tanulmányainak, esszéinek gyűjteménye (Vágyak, emberek, istenek, 1970; Párbeszéd a jelennel, 1973; Itt és mást, 1979), Balázs Sándor munkái (Humor és filozófia, 1969; Az optimizmus védelmében, 1971; Elmélkedés a célszerűségről, 1972; A véletlen, 1974; A predesztináció, 1978; Itáliai úti filozófia, 1979), Tóth Sándor Gaál-monográfiája (Gaál Gábor. Tanulmány Gaál Gáborról, a Korunk szerkesztőjéről, 1971) és Rólunk van szó (1980) c. kötetének Marx-tanulmányai, Gáll Ernőnek a humanizmus kérdéseit elemző könyve (A humanizmus viszontagságai, 1972), Gramsci-válogatása (Antonio Gramsci: A gyakorlat filozófiája. Téka, 1974) és önismereti írásai (Tegnapi és mai önismeret, 1975, Pandora visszatérése, 1979), a Rácz Győző művészetfilozófiai tanulmányait, esszéit tartalmazó kötetek (Értelem és szépség, 1972; A lírától a metafizikáig, 1976), Sztranyiczki Gábor munkái (Gondolatok az emberi célról, 1974; Determinizmus és emberi lét, 1979), a 15 szerző tanulmányát tartalmazó Látóhatár c. gyűjtemény (1973) – ez a termés jelzi a hazai magyar filozófiai irodalom témagazdagságát, eszmei értékeinek gyarapodását.
A fiatal nemzedék felzárkózását jelzi öt fiatal gondolkodó, Ágoston Vilmos, Huszár Vilmos, Molnár Gusztáv, Szilágyi N. Sándor és Tamás Gáspár Miklós Szövegek és körülmények c. tanulmánygyűjteménye (Bretter György bevezetésével, 1974) s egyes szerzőinek önálló jelentkezése a Forrás-sorozat új vonulataként Tamás Gáspár Miklós (A teória esélyei, 1975), Molnár Gusztáv (Az elmélet küszöbén, 1976), Ágoston Vilmos (Humanizmus: ettől – eddig? 1977) és Szilágyi N. Sándor (Világunk, a nyelv, 1978) köteteivel.